# Улица Лакстигалу (Рига)
Улица Ла́кстигалу (Lakstīgalu iela — с латыш. — «Соловьиная улица») — П-образная улица в Риге, в Видземском предместье, в микрорайоне Браса. Примыкает к территории Большого кладбища; начинается и заканчивается соединением с улицей Клияну. С другими улицами не пересекается.
Длина улицы — 202 метра. Участки, прилегающие к улице Клияну, имеют асфальтовое покрытие; средняя 119-метровая часть покрыта гравием. Разрешено двустороннее движение. Общественный транспорт по улице не курсирует.

## История
Улица Лакстигалу впервые встречается в списках улиц города в 1929 году под своим нынешним названием, которое никогда не изменялось. Почти полностью сохранилась первоначальная застройка улицы 2-этажными жилыми домами на 2-4 квартиры.